# هوانغ تشيان
هوانغ تشيان (بالصينية: 黄茜) هي لاعبة شطرنج صينية، ولدت في 18 يوليو 1986 في تشونغتشينغ في الصين.

## وصلات خارجية
- هوانغ تشيان على موقع الاتحاد الدولي للشطرنج (الإنجليزية)
- هوانغ تشيان على موقع مباريات الشطرنج (الإنجليزية)
- هوانغ تشيان على موقع 365Chess.com (الإنجليزية)
- هوانغ تشيان على موقع Chesstempo.com (الإنجليزية)
- هوانغ تشيان على موقع الاتحاد الأمريكي للشطرنج (الإنجليزية)
- هوانغ تشيان سجل أولمبياد الشطرنج للسيدات على موقع OlimpBase.org (الإنجليزية)
- هوانغ تشيان على موقع اللجنة الأولمبية الصينية (الإنجليزية)